# USS George E. Badger (DD-196)
«Джордж Беджер» (англ. USS George E. Badger (DD-196) — військовий корабель, ескадрений міноносець типу «Клемсон» військово-морських сил США та Королівського флоту Великої Британії за часів Другої світової війни.
Есмінець «Джордж Беджер» закладений 24 вересня 1918 року на верфі Northrop Grumman Newport News у Ньюпорт-Ньюсі, де 6 березня 1920 року корабель був спущений на воду. 28 липня 1920 року він увійшов до складу ВМС США. Есмінець брав активну участь у бойових діях на морі в Другій світовій війні, бився в Атлантиці та на Тихому океані, супроводжував атлантичні конвої. За проявлену мужність та стійкість у боях корабель заохочений вісьмома бойовими зірками та Президентською відзнакою.

## Історія служби
11 серпня 1922 року, невдовзі після введення до складу американського флоту, есмінець був виведений до резерву з консервацією у Філадельфії. 1 жовтня 1930 року корабель передали до Міністерства фінансів США для використання Береговою охороною. 21 травня 1934 року «Джордж Беджер» повернули флоту, а 1 жовтня 1939 року перенумерували на AVP-16.
8 січня 1940 року «Джордж Беджер» був переведений у командування у Філадельфії. Протягом наступного року він брав участь у навчальних операціях у Карибському басейні. 2 серпня 1940 року присвоєний новий номер AVD-3. З 12 січня 1941 року базувався на ВМБ Аргентія, Ньюфаундленд та Рейк'явіку, Ісландія, до весни 1942 року, діючи як гідроавіаносець.
З 26 травня 1942 року есмінець супроводжував конвої, що курсували уздовж східного узбережжя, в Мексиканській затоці, та до Ресіфі та Ріо-де-Жанейро, до повернення 15 січня 1943 року до Норфолка для підготовки для подальшого ескорту атлантичних конвоїв. Протягом весни 1943 року «Беджер» супроводжував конвої, що прямували до Великої Британії. У червні він пройшов капітальний ремонт у Норфолку, а 13 липня відплив до Північної Африки. 23 липня 1943 року під час супроводження з «Клемсоном» ескортного авіаносця «Боуг» потопив U-613 після чотирьох атак глибинними бомбами на південний захід від Сан-Мігеля, Азорські острови; всі 48 екіпажів на борту загинули. Ця перемога сталася буквально за кілька годин до того, як літаки з «Боуг» атакували та затопили недалеко U-521.
13 грудня 1943 року у Центральній Атлантиці західніше Канарських островів глибинними бомбами та торпедами «Евенджера» та «Вайлдкета» з ескортного авіаносця ВМС США «Боуг» та глибинними бомбами американських есмінців «Джордж Беджер», «Клемсон», «Осмонд Інгрем» та «Дюпон» був затоплений німецький підводний човен U-172. 13 членів екіпажу загинули, 46 врятовані.